# Gabi Portilho
Gabrielle Jordão Portilho (* 18. Juli 1995 in Brasília) ist eine brasilianische Fußballspielerin.

## Karriere

### Verein
Von 2013 bis 2014 gehörte sie AE Kindermann an. Danach wechselte sie im Jahr 2015 zu São José EC, bei denen sie bis 2016 aktiv war. Im selben Jahr schloss sie sich dann in Spanien auch dem Madrid CFF an. Bereits zum Start des Jahres 2018 kehrte sie aber wieder in ihre Heimat zurück und spielte nun wieder für São José. Für die Saison 2019 aber wechselte sie dann wiederum weiter zu Grêmio Osasco Audax. Seit Anfang 2020 steht sie nun bei Corinthians São Paulo unter Vertrag.
2024 wurde sie für den Ballon d’Or féminin nominiert.

### Nationalmannschaft
Mit der brasilianischen U17 nahm sie an der Weltmeisterschaft 2012 teil und erhielt hier zwei Einsätze. Am Ende erreichte ihre Mannschaft hier das Viertelfinale. Später nahm sie mit der brasilianischen U20 an der Weltmeisterschaft 2014 teil und bekam hier einen Einsatz.
Bei der brasilianischen A-Nationalmannschaft hatte sie ihr Debüt im Jahr 2022. Hier war sie auch im Kader der Copa América 2022 dabei kam hier ab dem dritten Gruppenspiel durchgehend zum Einsatz. Am Ende gewann sie mit ihrer Mannschaft das Turnier mit einem 1:0-Sieg über Kolumbien im Finale und wurde so Südamerikameister. Dies qualifizierte ihre Mannschaft dann zugleich zudem noch für die Weltmeisterschaft 2023.
Im Juli 2024 reiste sie mit der Auswahl als Teil des Olympiakaders nach Paris. In dem Turnier stand sie im ersten Spiel gegen Nigeria in der Startelf. Insgesamt bestritt Portilho fünf von sechs möglichen Spiele, welche sie ins Finale und zum Gewinn der Silbermedaille führten. Davon stand sie vier Mal in der Startelf und steuerte zwei Tore bei.
Bei der Copa América der Frauen 2025 bestritt Portilho vier von sechs möglichen Einsätzen und konnte mit der Auswahl den Titel verteidigen.

## Erfolge
Nationalmannschaft
- Copa América: 2022, 2025
- Silbermedaille bei den Olympischen Spielen: 2024

AE Kindermann
- Staatsmeisterschaft von Santa Catarina: 2014

3B da Amazônia
- Staatsmeisterschaft von Amazonas: 2019

Corinthians
- Staatsmeisterin von São Paulo: 2020, 2021
- Brasilianische Meisterin: 2020, 2021, 2022, 2023, 2024
- Copa Libertadores: 2021, 2023, 2024
- Brasilianische Superpokalsiegern: 2022, 2023
- Staatspokalsiegerin von São Paulo: 2022

Auszeichnungen
- Nominierung für den Ballon d’Or: 2024 (18.)
- Bola de Prata: Auswahlmannschaft Série A 2024[4]

## Trivia
Im September wurde bekannt, dass Tarciane eine der 30 nominierten Spielerinnen für den Ballon d’Or 2024 ist. Sie belegte bei der Abstimmung den 18. Platz.